# Ronald Vargas
Ronald Alejandro Vargas Aranguren (Guatire, 2 de Dezembro de 1986) é um futebolista venezuelano que atua como meio-campista.

## Carreira
Considerado uma das maiores revelações do futebol venezuelano, Vargas estreou profissionalmente no Caracas, onde permaneceu durante três temporadas, quando acabou se transferindo para o Brugge, que pagou um milhão e meio de euros por seu passe.
Após três boas temporadas no Brugge, principalmente a última, onde marcou dezesseis vezes em 28 partidas (temporada na qual foi prejudicado por conta de uma grave lesão, que o afastou dos gramados por seis meses, perdendo também a chance de disputar a Copa América de 2011, que, para sua infelicidade, acabaria sendo a melhor participação venezuelana na história do torneio, após conseguir chegar às semifinais), Vargas acertou em 29 de junho de 2011 uma transferência para o Anderlecht, que pagou dois milhões e meio de euros por seu passe.

### Seleção Venezuelana
Debutou com La Vinotinto num amistoso contra o Haiti (1 a 0), em 3 de fevereiro de 2008. Seu primeiro gol aconteceu em 6 de junho do mesmo ano, na histórica vitória Venezuelana sobre o Brasil (2 a 0), sendo a primeira na história entre o confronto.

## Títulos
Caracas
- Campeonato Venezuelano: 2006, 2007